# Dinky Van Rensburg
Pour les articles homonymes, voir Rensburg.
Dianne « Dinky » Van Rensburg (née le 4 mars 1968) est une joueuse de tennis sud-africaine, professionnelle du milieu des années 1980 à 1995.
En 1990, elle a atteint le 4e tour à l'Open d'Australie (battue par Claudia Porwik), sa meilleure performance en simple dans une épreuve du Grand Chelem.
Pendant sa carrière, Dinky Van Rensburg a remporté quatre titres WTA, dont trois en double dames.

## Palmarès

### Titre en simple dames
| No | Date       | Nom et lieu du tournoi          | Catégorie | Dotation  | Surface         | Finaliste        | Score         |          |
| -- | ---------- | ------------------------------- | --------- | --------- | --------------- | ---------------- | ------------- | -------- |
| 1  | 05-02-1990 | Breyers Tennis Classic, Wichita | Tier IV   | 150 000 $ | Moquette (int.) | Nathalie Tauziat | 2-6, 7-5, 6-2 | Parcours |

### Finale en simple dames
| No | Date       | Nom et lieu du tournoi             | Catégorie | Dotation  | Surface    | Vainqueure      | Score         |          |
| -- | ---------- | ---------------------------------- | --------- | --------- | ---------- | --------------- | ------------- | -------- |
| 1  | 12-09-1988 | Virginia Slims of Arizona, Phoenix | Tier V    | 100 000 $ | Dur (ext.) | Manuela Maleeva | 6-3, 4-6, 6-2 | Parcours |

### Titres en double dames
| No | Date       | Nom et lieu du tournoi        | Catégorie | Dotation  | Surface      | Partenaire            | Finalistes                         | Score         |          |
| -- | ---------- | ----------------------------- | --------- | --------- | ------------ | --------------------- | ---------------------------------- | ------------- | -------- |
| 1  | 22-09-1986 | Virginia Slims of Tulsa Tulsa |           | 75 000 $  | Dur (ext.)   | Camille Benjamin      | Svetlana Cherneva Larisa Savchenko | 7-6, 7-5      | Parcours |
| 2  | 16-05-1988 | European Open Genève          | Tier V    | 100 000 $ | Terre (ext.) | Christiane Jolissaint | Maria Lindström Claudia Porwik     | 6-1, 6-3      | Parcours |
| 3  | 21-05-1990 | Geneva European Open Genève   | Tier IV   | 150 000 $ | Terre (ext.) | Louise Field          | Elise Burgin Betsy Nagelsen        | 5-7, 7-6, 7-5 | Parcours |

### Finales en double dames
| No | Date       | Nom et lieu du tournoi                    | Catégorie | Dotation  | Surface         | Vainqueures                       | Partenaire       | Score    |          |
| -- | ---------- | ----------------------------------------- | --------- | --------- | --------------- | --------------------------------- | ---------------- | -------- | -------- |
| 1  | 05-10-1987 | Athens Trophy Athènes                     |           | 75 000 $  | Terre (ext.)    | Andrea Betzner Judith Wiesner     | Kathleen Horvath | 6-4, 7-6 | Parcours |
| 2  | 13-06-1988 | Pilkington Glass Championships Eastbourne | Tier III  | 250 000 $ | Gazon (ext.)    | Eva Pfaff Elizabeth Smylie        | Belinda Cordwell | 6-3, 7-6 | Parcours |
| 3  | 01-08-1988 | Virginia Slims of San Diego San Diego     | Tier V    | 100 000 $ | Dur (ext.)      | Patty Fendick Jill Hetherington   | Betsy Nagelsen   | 7-6, 6-4 | Parcours |
| 4  | 19-02-1990 | Virginia Slims of Washington Washington   | Tier II   | 350 000 $ | Moquette (int.) | Zina Garrison Martina Navrátilová | Ann Henricksson  | 6-0, 6-3 | Parcours |
| 5  | 08-10-1990 | BMW European Indoors Zurich               | Tier II   | 350 000 $ | Moquette (int.) | Manon Bollegraf Eva Pfaff         | Catherine Suire  | 7-5, 6-4 | Parcours |

## Parcours en Grand Chelem

### En simple dames
| Année | Open d'Australie | Open d'Australie | Internationaux de France | Internationaux de France | Wimbledon       | Wimbledon        | US Open         | US Open          |
| 1986  | n/a              | n/a              | -                        | -                        | 1er tour (1/64) | Elizabeth Smylie | 1er tour (1/64) | Wendy Turnbull   |
| 1987  | 1er tour (1/64)  | Etsuko Inoue     | 1er tour (1/64)          | Helena Suková            | 1er tour (1/64) | Sylvia Hanika    | 2e tour (1/32)  | Katerina Maleeva |
| 1988  | -                | -                | 2e tour (1/32)           | Jenny Byrne              | 1er tour (1/64) | Pam Shriver      | 2e tour (1/32)  | Julie Richardson |
| 1989  | 2e tour (1/32)   | Camille Benjamin | 1er tour (1/64)          | Manon Bollegraf          | 2e tour (1/32)  | Helena Suková    | 1er tour (1/64) | Ann Grossman     |
| 1990  | 4e tour (1/8)    | Claudia Porwik   | 2e tour (1/32)           | Eva Švíglerová           | 2e tour (1/32)  | Betsy Nagelsen   | 3e tour (1/16)  | Manuela Maleeva  |
| 1993  | -                | -                | -                        | -                        | 1er tour (1/64) | Claudia Porwik   | -               | -                |
| 1994  | -                | -                | -                        | -                        | -               | -                | 1er tour (1/64) | Elna Reinach     |

À droite du résultat, l’ultime adversaire.

### En double dames
| Année | Open d'Australie             | Open d'Australie           | Internationaux de France    | Internationaux de France   | Wimbledon                   | Wimbledon                  | US Open                       | US Open                    |
| 1986  | n/a                          | n/a                        | -                           | -                          | 2e tour (1/16) B. Gerken    | H. Mandlíková W. Turnbull  | 1er tour (1/32) Masako Yanagi | Lori McNeil C. Suire       |
| 1987  | 1er tour (1/16) C. Benjamin  | H. Mandlíková W. Turnbull  | 1er tour (1/32) C. Benjamin | R. Maršíková Silke Meier   | 2e tour (1/16) Paula Smith  | Kathy Jordan Anne Smith    | 2e tour (1/16) Jaime Kaplan   | Chris Evert G. Fernández   |
| 1988  | -                            | -                          | 3e tour (1/8) K. Horvath    | C. Suire C. Tanvier        | 1er tour (1/32) Patricia Hy | Jo-Anne Faull R. McQuillan | 2e tour (1/16) C. Porwik      | Jana Novotná C. Suire      |
| 1989  | 3e tour (1/8) B. Cordwell    | Navrátilová Pam Shriver    | 3e tour (1/8) C. Benjamin   | Jana Novotná Helena Suková | 1er tour (1/32) B. Nagelsen | Peanut Louie Wendy White   | 1er tour (1/32) Sandy Collins | N. Medvedeva Leila Meskhi  |
| 1990  | 1er tour (1/32) Carin Bakkum | Jana Novotná Helena Suková | 1er tour (1/32) N. Jagerman | Sylvie Sabas S. Testud     | 2e tour (1/16) Henricksson  | L. Neiland N. Zvereva      | 2e tour (1/16) Linda Barnard  | Nicole Provis Elna Reinach |
| 1993  | -                            | -                          | -                           | -                          | 2e tour (1/16) Tessa Price  | Lori McNeil Rennae Stubbs  | -                             | -                          |

Sous le résultat, la partenaire ; à droite, l’ultime équipe adverse.

### En double mixte
| Année | Open d'Australie           | Open d'Australie          | Internationaux de France    | Internationaux de France | Wimbledon                     | Wimbledon                 | US Open                    | US Open                 |
| 1987  | -                          | -                         | -                           | -                        | 1er tour (1/32) D. Macpherson | D. Balestrat Peter Doohan | -                          | -                       |
| 1988  | -                          | -                         | -                           | -                        | 1er tour (1/32) Warren Green  | Jana Novotná Jim Pugh     | 2e tour (1/8) S. Giammalva | Jana Novotná Jim Pugh   |
| 1989  | -                          | -                         | -                           | -                        | 1/4 de finale Royce Deppe     | Lori McNeil Robert Seguso | 1er tour (1/16) Neil Broad | Elna Reinach P. Aldrich |
| 1990  | 1er tour (1/16) Nick Brown | Katrina Adams Roger Smith | 1er tour (1/32) Royce Deppe | N. Medvedeva Kelly Jones | 1er tour (1/32) Royce Deppe   | S. Stafford Tim Wilkison  | -                          | -                       |

Sous le résultat, le partenaire ; à droite, l’ultime équipe adverse.

## Classements WTA en fin de saison

### En simple
| Année | 1986 | 1987 | 1988 | 1989 | 1990 | 1993 | 1994 | 1995 |
| Rang  | 69   | 97   | 56   | 86   | 30   | 182  | 128  | 422  |

Source : (en) « Classements de Dinky Van Rensburg », sur le site officiel du WTA Tour

### En double
| Année | 1986 | 1987 | 1988 | 1989 | 1990 | 1993 | 1994 |
| Rang  | 53   | 117  | 29   | 52   | 37   | 213  | 523  |

Source : (en) « Classements de Dinky Van Rensburg », sur le site officiel du WTA Tour